# سنجاب‌های زمینی آفریقای جنوبی
سنجاب‌های زمینی آفریقای جنوبی (نام علمی: Geosciurus) نام یک زیرسرده از سرده سنجاب زمینی آفریقایی است.

## گونه‌ها
- Xerus inauris سنجاب زمینی دماغه
- Xerus princeps سنجاب زمینی کوهی